# 阿兹夫定
阿兹夫定（简称FNC）是中国大陆河南真实生物科技有限公司研发的抗病毒药物，用于治疗艾滋病和2019冠状病毒病。此物属核苷类小分子药物，有逆转录酶抑制剂、vif抑制剂、RNA病毒聚合酶抑制剂三种活性。
阿兹夫定在2022年7月作为艾滋病药物售价是25.86元人民币/mg（片），每日推荐剂量3 mg。2022年11月，作为2019冠状病毒病药物的价格为每周350元（一瓶35片×1 mg/片）。

## 适应症
阿兹夫定在中国受条件批准用于“与核苷逆转录酶抑制剂及非核苷逆转录酶抑制剂联用，治疗高病毒载量的成年HIV-1感染患者”，受2021年版中国诊疗指南推荐。
2022年7月25日，阿兹夫定也应急附条件批准用于“治疗普通型新型冠状病毒肺炎（COVID-19）成年患者”，连续使用最长不超过14天。同年8月9日，中国国家卫生健康委办公厅、国家中医药局办公室宣布阿兹夫定片被纳入《新型冠状病毒肺炎诊疗方案（第九版）》。

## 不良反应
阿兹夫定抗HIV的二期试验是和多拉韦林及替诺福韦二吡呋酯联用，与拉米夫定联合两种药物组相比反应更轻。非常常见（>10%）的副作用包括头晕、转氨酶升高、呕吐和碱性磷酸酶升高。常见（>1%）的副作用包括恶心、血脂升高、发热、失眠、疲倦和腹泻。二期试验的详细不良反应数据可以在说明书和真实生物提供给国家医疗保障局的幻灯片文件中找到。说明书顶端有黑框警告，指明“服用本品后可能会产生中性粒细胞绝对值降低、总胆红素升高、谷草转氨酶升高、血糖升高的现象”。
阿兹夫定抗COVID-19的前瞻实验（n=10）未报告任何不良反应。三期实验的不良反应情况无详细数据，开发商称“不良事件发生率阿兹夫定组与安慰剂组无统计学差异，未增加受试者风险“。

### 動物模型
此外，中国药监局药品审评中心今年6月30日公示了阿兹夫定片的申请上市技术审评报告，显示了以下毒性：
- 遗传毒性：阿兹夫定在体外的Ames试验、CHL试验及小鼠体内微核试验中表现遗传毒性。
- 生殖毒性：阿兹夫定在大鼠和兔中有生殖毒性。雄性NOAEL（未观察到不良反应水平（英语：No-observed-adverse-effect level））最低为5.0 mg/kg/d，雌性NOAEL最低为0.5 mg/kg/d。阿兹夫定可经鼠乳汁排出，对幼崽的NOAEL为1.5 mg/kg/d。
- 长期用药：阿兹夫定在大鼠和犬中主要对免疫系统、骨髓、消化系统有毒性。最低的长期NOAEL为0.1 mg/kg/d（比格犬，连续39周）。

作为参考，此药在人类中的每日剂量为3 mg或5 mg，对60 kg的平均中国人而言相当于0.05–0.08 mg/kg/d。

## 历史
FNC最早于2007年由郑州大学常俊标教授合成，并申请中国专利。2008-09年，罗氏制药的科学家独立发现了这一物质，发现其对丙肝RNA聚合酶有强抑制作用，并将其命名为“阿兹夫定”。中国科学家在多种体外模型中寻找这一物质的其他生物活性，发现其可抑制人和鸭的乙肝病毒及HTLV-1。这两种病毒都有逆转录酶。
2011年，常俊标组发现此物质有较强的体外抗HIV活性。2014年，此物质的在鼠中的药代动力学已由蒋建东组基本明确。2019年3月，真实生物完成了此药物联合多拉韦林及替诺福韦二吡呋酯抗HIV-1的二期临床实验（NCT04109183）。2020年8月，常俊标组发现此物质中体外不但可以抑制逆转录酶，还可抑制Vif，有双重抗艾滋功效。同月，中国国家药监局药品审评中心将此药列为first-in-class药物，进入加快评审。2021年7月，药监局决定附条件批准此药。2021年11月的中国医学会/疾控中心艾滋病诊疗指南将此药列入了推荐列表。需要注意的是，二期试验的完整设计和结果未在任何地方发布（截至2022年12月），仅在说明书和真实生物提供给国家医疗保障局的幻灯片文件中有摘录。
2020年2月，体外实验发现此物对一些冠状病毒有抑制作用。2020年10月，一个小规模（n=20）的前瞻性研究发现此物在轻、中度COVID-19患者中有正面效果。2022年4月，阿兹夫定被国家食品药品监督管理局批准进行抗2019冠状病毒病三期临床试验，从此阿兹夫定相继在中国和国外开展2019冠状病毒病治疗Ⅲ期临床试验，共有800多例患者入组，涵盖了2019冠状病毒病病例的轻症、中症及重症。2022年7月前，真实生物称完成了三期实验，称“在首次给药后的第7天，临床症状改善的受试者比例阿兹夫定组40.43%，安慰剂组10.87%”，“受试者临床症状改善的中位时间阿兹夫定组与安慰剂组有极显著统计学差异”，“病毒清除时间为5天左右”。2022年7月，此物受应急附条件批准。截至2022年12月，三期试验的完整设计和结果未在任何地方发布。
阿兹夫定发明人常俊标表示，“前期的科研临床试验与现在的临床效果证明，该药物对一些危重症的病人有非常好的疗效，且针对不同的SARS-CoV-2变异株（阿尔法、贝塔、德尔塔、奥密克戎等），阿兹夫定具有用量小、治疗效果好、病毒下降速度快等特点”。
真实生物称其研究团队包括真实生物的首席科学家杜锦发博士、董事长王朝阳、常务副总刘勇，中国医学科学院蒋建东院士、王辰院士、彭小忠研究员，首都医科大学附属北京地坛医院张福杰教授，郑州大学第一附属医院余祖江教授、任志刚博士等。
国家卫健委12月12日发布《关于做好新冠肺炎互联网医疗服务的通知》，明确可以在医疗机构通过互联网诊疗平台在线开具处方。
2023年1月8日，在国家医保药品目录谈判工作结束后，国家医疗保障局医药管理司负责人介绍阿兹夫定片谈判成功参与医保药品目录。
2023年1月18日，新华制药表示，已取得山东省药品监督管理局颁发的关于生产加工阿兹夫定片所需的药品受托生产许可证。

## 社会和文化
此药目前由河南真实生物科技有限公司授权，由北京协和药厂有限公司生产。
真实生物拥有此药物的两个商标：双新艾克（1 mg、3 mg）为艾滋病药物，捷倍安（1 mg）为2019冠状病毒病药物。此药暂无仿制药。
真实生物拥有一个关于此药的专利，即常俊标在2007年发布的“2'-氟-4'-取代-核苷”类分子专利（CN101177442A）。另有两个中国专利提及“阿兹夫定”的合成工艺，但似乎和真实生物无关。罗氏对4'-取代-核苷类分子曾有一个2002年申请的专利（CN1516590A），但在转卖给Ribosciene后于2019年因未续费失效。